# 察汗淖尔
察汗淖尔也称五台海，是一个位于中国内蒙古自治区乌兰察布市商都县与河北省张家口市尚义县交界处的鹹水湖，是华北地区现存最大的内陆咸水湖。

## 地理特征
湖泊水面高程1273.4米，水面面积为40.47平方千米。湖区川滩与平原交错，周围有大面积的沼泽地，面积约140平方千米。湖泊东北角有一个1.3平方千米的小淖，大水时流入察汗淖尔，公鸡河水先注入该小淖，然后汇入察汗淖尔。根据《中国湖泊志》记载，察汗淖在20世纪70年代时，水位1220.0米，湖长14.1千米，最大宽8.3千米，平均宽3.2千米，面积45.0平方千米。在90年代曾一度干涸。

## 范围
察汗淖尔属于蒙新高原区。它的一级流域为内流区诸河，二级流域为内蒙古内流区。
在2021年公布的商都县河湖管理范围中记载，察汗淖尔在商都县境内的湖泊面积为35平方千米，管理范围划界长度21.28千米，管理范围面积31.16平方千米。

## 环境问题
自2017年以来，由于干旱和地下水过度开采的影响，察汗淖尔的湿地面积逐渐缩小。至2024年，湖床已全部裸露于地表，只有在夏季雨水充沛时，才能短暂形成小型水面。